# Järnvägslinjen Blomstermåla–Mönsterås
Järnvägslinjen Blomstermåla–Mönsterås används för godstransporter till och från pappersmassabruket Södra Cell Mönsterås en mil nordost om Mönsterås. Trafikverket inkluderar bandelen i Stångådalsbanan.

## Historia
Den första delen av järnvägen Mönsterås–Åseda som blev byggd var Mönsterås–Sandbäckshult och den öppnades för trafik 1902. Brist på pengar gjorde att byggandet gick långsamt och Mönsterås–Åseda Järnvägsaktiebolag gick i konkurs 1905. Banan drevs av konkursförvaltaren fram till att Kalmar läns Östra järnvägsaktiebolag köpte konkursboet 1909. Järnvägen drevs därefter genom dotterbolaget Mönsterås Nya Järnvägsaktiebolag (MÅJ). Efter riksdagsbeslutet 1939 att förstatliga järnvägsnätet köpte staten MÅJ 1940 och Statens Järnvägar tog över. Nedläggningar av smalspårsnätet tog fart under 1960-talet men delen Mönsterås–Sandbäckshult hade några intressanta år även om persontrafiken till Mönsterås upphörde 1962.
Mönsterås bruk som togs i drift i slutet på 1950-talet behövde en järnvägsanslutning. I början gick transporterna med järnvägsvagnar på väg med en vagnbjörn mellan bruket och Stubbemåla där det byggdes en omlastningsplats till järnvägen. I slutet på 1960-talet när det bestämdes att Mönsterås–Sandbäckshult och Kalmar–Berga Järnväg (KBJ) skulle byggas om till normalspår skedde att antal saker. Med hjälp av Arbetsmarknadsstyrelsen (Ams) byggde Statens Järnvägar  en ny normalspårig järnväg (industrispår) från Mönsterås station till bruket. Samtidigt byggdes omlastningsplatsen om i Stubbemåla för att normalspåriga vagnar skulle kunna transporteras på smalspåret med överföringsvagnar till Kalmar. Trafiken startade 1972 och pågick till 1973 då ombyggnaden till normalspår av KBJ (också med hjälp av Ams medel) och Mönsterås–Sandbäckshult var klar. Samtidigt byggdes järnvägen om i Sandbäckshult och fick den nuvarande anslutningen med riktning mot Blomstermåla och Kalmar.
Under 2011 fanns fyra dubbelturer till Mönsterås bruk tidtabellslagda.

## Framtid
Trafiken till bruket fortsätter. Utöver det finns inga fastställda planer till förändringar.